# Championnats d'Océanie de VTT 2024
Navigation
Édition précédente Édition suivante
Les Championnats d'Océanie de VTT 2024 ont lieu du 23 mars au 14 septembre 2024, dans diverses villes d'Australie,,.

## Résultats

### Cross-country
| Épreuves       | Or                   | Argent               | Bronze                  |
| -------------- | -------------------- | -------------------- | ----------------------- |
| Hommes élites  | Anton Cooper (NZL)   | Sam Fox (AUS)        | Caleb Bottcher (NZL)    |
| Hommes espoirs | Ethan Rose (NZL)     | Joel Dodds (AUS)     | Jack Ward (AUS)         |
| Hommes juniors | Fletcher Adams (NZL) | Harry Doye (AUS)     | Hunter Adams (NZL)      |
| Femmes élites  | Samara Maxwell (NZL) | Zoe Cuthbert (AUS)   | Rebecca Henderson (AUS) |
| Femmes juniors | Millie Donald (NZL)  | Amelie Burrell (AUS) | Caitlyn Brazier (AUS)   |

### Cross-country marathon
| Épreuves | Or                     | Argent                 | Bronze          |
| -------- | ---------------------- | ---------------------- | --------------- |
| Hommes   | Brent Rees (AUS)       | Tasman Nankervis (AUS) | Jon Odams (AUS) |
| Femmes   | Monique De Abreu (AUS) | Tracey Chapman (AUS)   |                 |

### Descente
| Épreuves | Or                   | Argent                | Bronze                |
| -------- | -------------------- | --------------------- | --------------------- |
| Hommes   | Michael Hannah (AUS) | Connor Fearon (AUS)   | Joel Sutherland (AUS) |
| Femmes   | Tracey Hannah (AUS)  | Elleni Turkovic (AUS) | Bellah Birchall (NZL) |